# Neopalame
Neopalame (лат.) — род усачей трибы Acanthocinini из подсемейства ламиин.

## Описание
Коренастые жуки с булавовидными бёдрам. От близких групп отличается следующими признаками: переднегрудь с боковыми бугорками по центру; переднеспинка без бугорков; усики у самцов с выступом на вершине вентральной грани антенномеров III—V; надкрылья без центробазального гребня или бокового валика; самцы с щетинками на вентральной поверхности.

## Классификация и распространение
Включает 6 видов. Встречаются, в том числе, в Северной и Южной Америке.
- Neopalame albida Monné, 1985
- Neopalame albomaculata Monné & Martins, 1976
- Neopalame atromaculata Monné & Martins, 1976
- Neopalame cretata Monné & Delfino, 1980
- Neopalame deludens Monné, 1985
- Neopalame digna (Melzer, 1935)[6]